# ییژی پاولنکا
ییژی پاولنکا (چکی: Jiří Pavlenka؛ زادهٔ ۱۴ آوریل ۱۹۹۲) بازیکن فوتبال اهل جمهوری چک است.
از باشگاه‌هایی که در آن بازی کرده‌است می‌توان به باشگاه فوتبال بانیک استراوا و باشگاه فوتبال اسلاویا پراگ اشاره کرد.
وی همچنین در تیم‌های ملی فوتبال زیر ۲۱ سال جمهوری چک و جمهوری چک بازی کرده‌است.